# Kappa2 Boötis
Título a ser usado para criar uma ligação interna é Kappa2 Boötis.
Kappa2 Boötis (Asellus Tertius, 17 Boötis) é uma estrela binária na direção da constelação de Boötes. Possui uma ascensão reta de 14h 13m 28.95s e uma declinação de +51° 47′ 24.0″. Sua magnitude aparente é igual a 4.53. Considerando sua distância de 155 anos-luz em relação à Terra, sua magnitude absoluta é igual a 1.14. Pertence à classe espectral A8IV. É uma estrela variável delta Scuti.